# انتقادات لبي بي سي
اتخذت هيئة الإذاعة البريطانية (بي بي سي) شكلها الحالي في 1 يناير1927 عندما أصبح جون ريث أول مدير عام لها. ذكر ريث أن الحياد والموضوعية هما جوهر الاحتراف في البث.
الادعاءات القائلة بأن الشركة تفتقر إلى الصحافة المحايدة والموضوعية يتم تقديمها بانتظام من قبل المراقبين من اليسار واليمين من الطيف السياسي
ومن المجالات الرئيسية الأخرى للنقد رسوم الترخيص الإلزامية،حيث يجادل المنافسون التجاريون بأن وسائل التمويل غير عادلة وتؤدي إلى الحدمن قدرتهم على التنافس مع هيئة الإذاعة البريطانية.
كما أن الاتهامات بالهدر أوزيادة عدد الموظفين تؤدي أحيانًا إلى تعليقات من السياسيين ووسائل الإعلام الأخرى

## القرن ال 20

### حكومة تاتشر
وكثيرا ما وجه أعضاء في حكومة مارجريت تاتشر المحافظ ليساري ضد الشركة. أطلق نورمان تبيت على البي بي سي اسم "هيئة الإذاعة عديم الجنسية" بسبب ما اعتبره تغطيتها غير الوطنية لحرب الفوكلاند، وأطلق عليها النائب المحافظ بيتر بروينفيلس "هيئة الإذاعة البلشفية ". كتب ستيف بارنيت في ذا أوبزرفر في عام 2001 أنه في عام 1983، تم تعيين ستيوارت يونغ، "المحاسب وشقيق أحد أقوى حلفاء تاتشر في مجلس الوزراء"، ديفيد يونغ، رئيسًا لهيئة الإذاعة البريطانية. بعده، في عام 1986، جاء مارمادوك هاسي، "صهر وزير آخر في الحكومة.... وفقًا لرئيس حزب المحافظين آنذاك، نورمان تيبيت، تم تعيين هوسي "للدخول إلى هناك وترتيب المكان".
استمرت الخلافات مع أمثال الانتخابات العامة الوطنية الخاصة مع تاتشر في عام 1983، فيلم وثائقي بانوراما يسمى نزعة ماجي القتالية، ومقابلة حياة حقيقية مع مارتن ماكغينيس، وتغطية بي بي سي لقصف الولايات المتحدة عام 1986 على ليبيا وقضية الزركون. في عام 1987، اضطر المدير العام لهيئة الإذاعة البريطانية، ألاسدير ميلن، إلى الاستقالة. وقالت تاتشر في وقت لاحق: "لقد خاضت ثلاث انتخابات ضد هيئة الإذاعة البريطانية ولا أريد أن أقاتل ضدها مرة أخرى".   في عام 2006، قال تيبيت: "كانت بي بي سي دائمًا ضد الليدي تاتشر".
قال مارك طومسون، المدير العام لهيئة الإذاعة البريطانية، في عام 2010، "انضممت في البي بي سي قبل 30 عامًا [كمتدرب في الإنتاج، عام 1979]، كان هناك، في كثير من الشؤون الجارية، من حيث السياسة الشخصية للناس، والتي كانت صاخبة جدًا، وكان هناك انحياز كبير لليسار. لقد كافحت المنظمة آنذاك بنزاهة ".

## القرن ال 21
تشكل بي بي سي نيوز قسمًا رئيسيًا للشركة، وتتلقى العديد من الشكاوى المتعلقة بالتحيز. صرح مركز دراسات السياسات (شارع تافتون - مقره لدراسات السياسة) (مركز أبحاث موجه للسوق الحرة) أنه "منذ منتصف الثمانينيات على الأقل، تعرضت المؤسسة غالبًا لانتقادات بسبب تحيزها الواضح ضد أولئك الذين ينتمون إلى يمين الوسط السياسي".
جادل المحرر السياسي السابق أندرو مار في عام2006 بأن التحيز الليبرالي لهيئة الإذاعة البريطانية هو نتاج أنواع الأشخاص الذين توظفهم، وبالتالي فهو ثقافي وليس سياسي. في عام 2011، كتب بيتر أوبورن في مدونة ديلي تلغراف، "بدلاً من تمثيل الأمة ككل، أصبحت [بي بي سي] موردًا حيويًا - وأحيانًا سلاح هجوم - لنخبة يسارية ليبرالية ضيقة ومتغطرسة". في السنوات الأخيرة، انتقد بيتر أوبورن بي بي سي لإظهارها تحيزًا لصالح المحافظين.
في حديثه للصحفيين في غداء نقابة الصحافة الإذاعية في عام 2009، زعم جيريمي هانت، وزير الدولة للثقافة والإعلام والرياضة في الظل آنذاك، أن بي بي سي نيوز بحاجة إلى المزيد من الأشخاص من يمين الوسط: "أتمنى أن يذهبوا وينظروا بنشاط بالنسبة لبعض المحافظين ليكونوا جزءًا من فريق جمع الأخبار، لأنهم أقروا بأن إحدى مشكلاتهم هي أن الأشخاص الذين يرغبون في العمل في المؤسسة يميلون إلى أن يكونوا من يسار الوسط."
اتخذ معلقون آخرون وجهة نظر معاكسة وانتقدوا بي بي سي لكونها جزءًا من المؤسسة. في عام2009، كتب مهدي حسن في نيوستيتسمان أن هيئة الإذاعة البريطانية كانت منحازة "نحو السلطة والامتياز والتقاليد والعقيدة".وقال إن الرأي القائل بأن هيئة الإذاعة البريطانية منحازة إلى اليسار، والتي قال إنها "استوعبها حتى من قبل الليبراليين واليساريين"، "هي خطوة محسوبة وساخرة من قبل اليمين لإجبار الشركة على الخضوع". بإعطاء أمثلة لأندرو نيل ونيك روبنسون وروبي جيب وجوتو هاري، كتب أن الخلفيات اليمينية "للعديد من موظفي البي بي سي البارزين لم يتم فحصها بشكل مثير للفضول في الخلاف حول" التحيز". في عام2014، كتب أوين جونز، كاتب العمود في صحيفة الغارديان، أن "البحث يشير في الواقع إلى أن إنتاج بي بي سي منحاز نحو التأسيس والمصادر اليمينية" وأن هيئة الإذاعة البريطانية "مكدسة بالأجنحة اليمينية"، مشيرًا بالاسم إلى رئيس مجلس إدارة بي بي سي ترست كريس باتن (الرئيس السابق حزب المحافظين ووزير الحكومة) والمحرر السياسي نيك روبنسون وتيا روجرز وأندرو نيل ومحرر نيل روبي جيب وكمال أحمد.
نُشرت دراسة أجراها أكاديميون في جامعة كارديف، بتمويل من بي بي سي ترست، في أغسطس 2013 وفحصت تغطية بي بي سي لمجموعة واسعة من القضايا. إحدى النتائج كانت هيمنة المصادر السياسية الحزبية. في تغطية الهجرة والاتحاد الأوروبي والدين، فقد مثلوا 49.4٪ من جميع الظهورات المصدر في عام2007 و 54.8٪ في عام2012. أظهرت البيانات أيضًا أن حزب المحافظين حصل على وقت بث أكثر بكثير من حزب العمل. في عام2012، فاق زعيم حزب المحافظين ورئيس الوزراء بعد ذلك ديفيد كاميرون عدد زعيم حزب العمال إد ميليباند في الظهور بعامل أربعة إلى واحد تقريبًا (من 53 إلى15)، كما فاق عدد أعضاء مجلس الوزراء والوزراء المحافظين عدد نظرائهم من حزب العمال بأكثر من أربعة إلى واحد ( 67 إلى15).
انتقد المدير العام السابق لهيئة الإذاعة البريطانية، جريج دايك، البي بي سي كجزء من "مؤامرة وستمنستر" للحفاظ على النظام السياسي البريطاني.
قبل الانتخابات العامة لعام 2019،تعرضت بي بي سي لانتقادات بسبب تغطيتها المنحازة التي فضلت حزب المحافظين الحاكم.على سبيل المثال، تم التقاط المشكلة بمقطع تم استخدامه من حلقة خاصة لقائد بي بي سي وقت الاستفسار حيث تم حذف الجزء الذي يظهر ضحك الجمهور في رد رئيس الوزراء بوريس جونسون على سؤال معين. تناول مسؤولو بي بي سي القضية واعترفوا بخطئهم.علاوة على ذلك،اتُهمت بي بي سي بإخضاع جيريمي كوربين وجو سوينسون لمقابلة شاقة أجراها أندرو نيل لكنها لم تطلب من جونسون المرور بنفس الأمر وترتيبها مسبقًا.كما عارض أوين جونز، كاتب العمود في صحيفة الغارديان،قيام بي بي سي بإلغاء سياستها المتمثلة في عدم السماح لمار بإجراء مقابلة مع جونسون ما لم يمر بواحدة مع نيل. دافعت البي بي سي عن قرارها بالتنازل عن هذا الشرط من خلال الاستشهاد بالمصلحة الوطنية وسط هجوم إرهابي في لندن في 29نوفمبر2019.
جادل بعض المعلقين، مثل بيتر أوبورن، بأن هناك ثقافة "صحافة العميل" التي ازدهرت في السنوات الأخيرة بسبب التقارب بين بي بي سي وحزب المحافظين الحاكم، مما أدى إلى تحيزهم لصالح المؤسسة. على سبيل المثال، من عام 2008 إلى عام 2017، كان روبي جيب رئيس بي بي سي وستمنستر، وبالتالي كان مسؤولاً عن البرمجة السياسية لهيئة الإذاعة البريطانية. شقيقه، نيك جيب، هو نائب محافظ ووزير للمدارس، وقد تولى روبي جيب وظيفة مع تيريزا ماي كمدير للاتصالات فور استقالته من هيئة الإذاعة البريطانية. المدير العام القادم اعتبارًا من سبتمبر 2020، تيم ديفي، هو عضو سابق في مجلس حزب المحافظين. بالإضافة إلى ذلك، تبرع الرئيس الجديد لهيئة الإذاعة البريطانية، ريتشارد شارب، بأكثر من 400 ألف جنيه إسترليني لحزب المحافظين منذ عام 2001. ومن بين الصحفيين، تعرضت المحررة السياسية في بي بي سي لورا كوينزبرج والمحرر السياسي في قناة آي تي في روبرت بيستون لانتقادات بسبب ما يُنظر إليه على أنه "صحافة العميل"، فضلاً عن تكرار القصص من مصادر حكومية مجهولة باعتبارها أخبارًا، والتي تبين لاحقًا أنها كاذبة.

### عنصرية
كما اتُهمت بي بي سي بالعنصرية. في خطاب ألقاه أمام الجمعية التليفزيونية الملكية في عام2008، قال ليني هنري إن الأقليات العرقية كانت "محرومة بشكل مثير للشفقة" في الكوميديا التليفزيونية وأن القليل لم يتغير على المستويات العليا من حيث التمثيل العرقي خلال 32عامًا في التلفزيون. جيمي ماكغفرن، في مقابلة عام2007، وصف بي بي سي بأنها "واحدة من أكثر المؤسسات عنصرية في إنجلترا".
في عام2001، قال المدير العام لهيئة الإذاعة البريطانية جريج دايك إن بي بي سي كانت "بيضاء بشكل بشع" واعترف بالصعوبات في "العلاقات بين الأعراق".وأقر بأنها تواجه صعوبات في الاحتفاظ بموظفي الأقليات وعرض الخطط الرامية إلى حل هذه المشاكل.
راجح عمر، الصحفي البريطاني المولود في الصومال والمراسل الحربي السابق لهيئة الإذاعة البريطانية (بي بي سي) الذي أبلغ عن الغزو الذي قادته الولايات المتحدة للعراق عام 2003،  أطلق على البي بي سي اسم "نادي الرجل الأبيض" بعد استقالته للانضمام إلى قناة الجزيرة في عام 2006. في وقت لاحق، في عام 2007، أثناء مقابلته مع هانا بول من الغارديان، اتهم بي بي سي بالطبقة الكلاسيكية أيضًا.
كان لدى هيئة الإذاعة البريطانية (بي بي سي)، الملزمة قانونًا بأن تكون صاحب عمل متكافئ الفرص، هدفًا لعام 2012 يتمثل في أن يكون 12.5 ٪ من موظفيها من خلفية عرقية سوداء أو أقلية (12 ٪ في 31 يناير 2009). تقع مباني هيئة الإذاعة البريطانية إلى حد كبير في المناطق الحضرية ذات التركيبة السكانية الأكثر تنوعًا من الدولة ككل. ومع ذلك، فقد قيل أن العديد من موظفيها من الأقليات العرقية هم عمال نظافة وحراس أمن، وليسوا مقدمين وصناع برامج. ذكرت صحيفة الغارديان أن "بي بي سي تعهدت بزيادة عدد الأشخاص السود والآسيويين والأقليات العرقية (BAME) على الهواء بأكثر من 40٪ خلال السنوات الثلاث المقبلة وتقريبًا ضعف عدد كبار المديرين من تلك المجموعات الذين يعملون في الشركة بحلول عام 2020".
انتقد إندارجيت سينغ، رئيس شبكة المنظمات السيخية البريطانية، شبكة بي بي سي الآسيوية، وهي محطة إذاعية مخصصة لجمهور من أصل جنوب آسيوي: "لا تفعل المحطات مثل شبكة بي بي سي الآسيوية سوى القليل لتشجيع التكامل والتماسك الاجتماعي لأنها تسمح للمجتمعات بالتحول إلى غيتو".
في سبتمبر2019، أيدت وحدة الشكاوى التحريرية في بي بي سي شكوى مفادها أن مقدمة البرامج التلفزيونية ناجا مونشيتي انتهكت المبادئ التوجيهية التحريرية في انتقادها للتعليقات العنصرية التي أدلى بها الرئيس الأمريكي دونالد ترامب بشأن أربعة نواب أمريكيين. وانتقدت شبكة بي بي سي للأقلية السوداء والعرقية(BAME) هذا القرار، وكتب 44ممثلًا ومذيعًا وصحفيًا بريطانيًا من أصل أقلية السوداء والعرقية رسالة لمطالبة بي بي سي بإعادة النظر في قرارها. بدأت أوفكوم في تقييم مواز للقرار. كما ورد اسم زميلها المضيف دان والكر في الشكوى الأولية، لكن لم تتخذ هيئة الإذاعة البريطانية أي إجراء ضده لأن شكوى المتابعة التي قدمتها صاحبة الشكوى ركزت فقط على مونشيتي. رداً على ذلك، تدخل توني هول، المدير العام لهيئة الإذاعة البريطانية، وألغى قرار دعم الشكوى في 30سبتمبر.
في يوليو / تموز2020، استخدم مراسل بي بي سي كلمة زنجي في تقرير عن هجوم على عامل وموسيقي في NHS يبلغ من العمر 21 عامًا يُعرف باسم K-Dogg أثناء الإبلاغ عما قاله المهاجمون أثناء الهجوم. أدى ذلك إلى تقديم شكاوى إلى البي بي سي حول سبب عدم نطقها لهذه الكلمة أو قول "الكلمةN". كما أدى إلى تساؤلات حول سبب السماح لشخص أبيض بقول هذه الكلمة. بعد أيام قليلة، تلقت بي بي سي انتقادات أيضًا بعد بث اللغة الهجومية التي استخدمتها المؤرخة لوسي ورسلي عندما اقتبست الرئيس الأمريكي السابق أبراهام لينكولن، في فيلمها الوثائقي أكبر أكاذيب التاريخ الأمريكي الذي تم بثه على بي بي سي اثنين في 1 أغسطس2020. تم بث الفيلم الوثائقي لأول مرة على بي بي سي4 في عام2019. دافعت البي بي سي عن استخدام كلمة زنجي ردًا في 4أغسطس2020، قائلة إنها تريد الإبلاغ عن الكلمة التي يُزعم أنها استخدمت في هجوم K-Dogg، وهذا القرار أيدته أسرة الضحية، لكن المؤسسة قبلت أنها تسببت في إهانة. في 8 أغسطس، قال سايدمان، الاسم الحقيقي ديفيد وايتلي، إنه قرر مغادرة راديو بي بي سي 1Xtra بسبب استخدام الافتراءات العنصرية والدفاع عنها. في اليوم التالي، 9أغسطس، اعتذرت هيئة الإذاعة البريطانية (بي بي سي) عن استخدام الزنجي وقالت إنه تم ارتكاب خطأ. قال مديرها العام توني هول إنه يقبل الآن أنه كان ينبغي على الشركة اتباع نهج مختلف.

### حماية النزاهة في القرن الحادي والعشرين
أكد تقرير بتكليف من بي بي سي تراست، حماية النزاهة في القرن الحادي والعشرين،  والذي نُشر في يونيو 2007، أن هيئة الإذاعة البريطانية بحاجة إلى توخي مزيد من الحذر في كونها محايدة. وقالت إن بي بي سي خالفت المبادئ التوجيهية الخاصة بها من خلال عرض حلقة من "نائب ديبلي" التي روجت لحملة " اجعل الفقر من الماضي". تم تفسير التحيز على أنه نتيجة ثقافة بي بي سي الليبرالية. يتم تضمين نسخة من ندوة الحياد كملحق منشور بشكل منفصل للتقرير المتاح عبر بي بي سي ترست.
بعد ظهور تقارير صحفية تفيد بأن موظفي بي بي سي قاموا بتحرير تغطية مقالة ويكيبيديا للتقرير، أصدرت بي بي سي إرشادات جديدة تمنع موظفي بي بي سي من "تعدیل" مقالات ويكيبيديا حول بي بي سي.

### الهجرة والاتحاد الأوروبي
في عام 2005، اعتبر تقريران مستقلان تغطية بي بي سي للاتحاد الأوروبي غير كافية إلى حد ما وأشار أحد التقارير إلى "تحيز ثقافي".
في المقابل، في عام 2018، اتهم روبرت بيستون، الصحفي السابق في بي بي سي (الآن ITV )، المنظمة بأنها ليست "واثقة بدرجة كافية" في الإشارة إلى الحجج الكاذبة خلال الحملة وإعطاء توازن خاطئ من الحياد. قال بيستون إن المنظمة "وضعت الأشخاص الذين لديهم آراء متعارضة تمامًا ولم تقدم للمشاهدين والمستمعين أي مساعدة في تقييم أيهم كان مجنونًا وأيهم كان عبقريًا.... لا تمنح الصحافة المحايدة وقت بث متساوٍ لشخصين يقول أحدهما إن العالم مسطح والآخر يقول إن العالم دائري".

## ادعاءات التحيز

### جنوب آسيا
انتقد الصحفي كريستوفر بوكر بي بي سي بسبب تغطيتها للأمور المتعلقة بالهند.ويخلص إلى أن جهود بي بي سي لتعزيز الصور النمطية لجنوب آسيا كانت مسؤولة بشكل مباشر عن الإضرار بصورة الهند وتشجيع الحوادث العنصرية ضد الهنود، مثل الجدل حول التدريب في جامعة لايبزيغ. في عام2009، اعتنق المقدم عادل راي أن السيخ لا ينبغي أن يحملوا دائمًا الكاربان،وهو خنجر احتفالي وعنصر أساسي في إيمانهم. رفضت بي بي سي التهمة لكنها حذفت العرض من موقعها على الإنترنت.
كتب ألاسدير بينكرتون في إصدار عام2008 من المجلة التاريخية للسينما والراديو والتلفزيون التي تمت مراجعتها من قبل الزملاء، وقام بتحليل تغطية بي بي سي للهند منذ استقلال الهند عام 1947 عن الحكم البريطاني وحتى عام2008. لاحظ بينكرتون تاريخًا مضطربًا يتضمن مزاعم التحيز ضد الهند في تقرير بي بي سي، لا سيما أثناء الحرب الباردة، وخلص إلى أن تغطية بي بي سي للجغرافيا السياسية والاقتصاد في جنوب آسيا أظهرت تحيزًا واسعًا وعدائيًا ضد الهند بسبب إمبريالية بي بي سي المزعومة. والموقف الاستعماري الجديد. في عام2008، تعرضت هيئة الإذاعة البريطانية (بي بي سي) لانتقادات لإشارتها إلى الرجال الذين نفذوا هجمات مومباي في نوفمبر / تشرين الثاني2008 على أنهم "مسلحون" وليسوا "إرهابيين"، الذين استخدموا لوصف الهجمات في المملكة المتحدة. واحتجاجًا على استخدام بي بي سي لكلمة "مسلحون"، رفض الصحفي إم جي أكبر المشاركة في مقابلة بعد هجمات مومباي وانتقد تقرير بي بي سي عن الحادث.
في عام 2011، اتهمت رابطة مشغلي الكابلات الباكستانية (COAP) بي بي سي وورلد نيوز بـ "دعاية مناهضة لباكستان" وحظرتها، بعد أن بثت فيلمًا وثائقيًا اتهم باكستان بالفشل في الوفاء بالتزاماتها في الحرب على الإرهاب. ودانت بي بي سي الحظر ووصفه بأنه هجوم على استقلاليتها التحريرية وانتقد العديد من الباكستانيين الحظر باعتباره انتهاكا لحرية التعبير. بينما ردت رابطة مشغلي الكابلات الباكستانية بأنها ليست ملزمة قانونًا بالسماح للقنوات الأجنبية.
وزعمت أن الجيش الهندي اقتحم ضريحًا إسلاميًا مقدسًا، وهو قبر الشيخ نور الدين نوراني في شاراري الشريف،ولم يتراجع عن هذا الادعاء إلا بعد انتقادات شديدة.
اتهم تقرير صدر عام 2016 من هيئة الإذاعة البريطانية (بي بي سي) الهند بتمويل الحركة القومية الباكستانية وتوفير الأسلحة والتدريب لمقاتليها، نقلاً عن تصريحات مصادر باكستانية مختلفة، بما في ذلك مسؤولون وضابط كبير في شرطة كراتشي. تم رفض التقرير من قبل كل من الحكومة الهندية  والحركة القومية المتحدة  وآخرين، مثل الصحفيين برخا دوت.
اتهم تقرير بي بي سي لعام2019 الجيش الباكستاني بارتكاب انتهاكات لحقوق الإنسان خلال حرب باكستان على الإرهاب في مقاطعة خيبر بختونخوا. ورفضت القوات المسلحة الباكستانية التقرير وسجلت وزارة الإعلام الباكستانية شكوى لدى مكتب الاتصالات البريطاني.

### انتقاد تغطية بي بي سي للنزاع الإسرائيلي الفلسطيني
أدى النقد الموجه إلى تغطية بي بي سي للشرق الأوسط،وخاصة فيما يتعلق بالنزاع الإسرائيلي الفلسطيني،من مؤيدي كل من إسرائيل والفلسطينيين،إلى قيام بي بي سي بإجراء تحقيق وتقرير من صحفي إذاعي كبير ومستشار تحريري رفيع المستوى مالكولم بالين تمت الإشارة إليه باسم تقرير بالين واكتمل في عام2004. أدى رفض بي بي سي لإصدار التقرير بموجب قانون حرية المعلومات لعام 2000 إلى قضية قانونية طويلة الأمد ومستمرة.
ألغت بي بي سي في النهاية حكمًا أصدرته محكمة المعلومات برفض رفض بي بي سي نشر تقرير بالين إلى ستيفن شوجر،وهو فرد من الجمهور،بموجب قانون حرية المعلومات على أساس أنه احتُجِز لأغراض الصحافة.يفحص التقرير البث الإذاعي والتلفزيوني لهيئة الإذاعة البريطانية التي تغطي الصراع العربي الإسرائيلي
في 10 أكتوبر2006، زعمت الديلي تلغراف  أن "بي بي سي أنفقت آلاف الجنيهات من أموال دافعي التراخيص في محاولة لمنع إصدار تقرير يُعتقد أنه ينتقد بشدة تغطيتها لمنطقة الشرق الأوسط. تتخذ الشركة إجراءً تاريخيًا للمحكمة العليا لمنع إصدار تقرير بالین بموجب قانون حرية المعلومات، على الرغم من حقيقة أن مراسلي البي بي سي غالبًا ما يستخدمون القانون لمتابعة عملهم الصحفي.سيزيد هذا الإجراء الشكوك في أن التقرير،الذي يعتقد أنه يصل إلى 20ألف كلمة، يتضمن أدلة على التحيز ضد إسرائيل في البرامج الإخبارية ". ذكرت التايمز في مارس2007 أن "منتقدي البي بي سي" كانوا مهتمين بمعرفة ما إذا كان تقرير بالين "يتضمن أدلة على التحيز ضد إسرائيل في البرامج الإخبارية".
من بين النتائج التي توصل إليها التقرير بخصوص ندرة تقارير البي بي سي عن الصعوبات التي يواجهها الفلسطينيون، كتب ريتشارد إنجرامز في الإندبندنت، "لا يمكن لأي شخص عاقل أن يتشاجر مع هذا الحكم". كتب النائب المحافظ مايكل جوف في مجلة براسبکت أن التقرير لم يكن مستقلاً ولا موضوعيًا.
كتب مراسل بي بي سي الشرق الأوسط السابق، تيم لويلين، في عام 2004 أن تغطية بي بي سي سمحت لوجهة نظر إسرائيل للصراع بالسيطرة، كما يتضح من البحث الذي أجرته مجموعة غلاسكو ميديا.
دوجلاس ديفيس، مراسل لندن لصحيفة جيروزاليم بوست،اتهم بي بي سي بأنها معادية لإسرائيل.وكتب أن تغطية بي بي سي للصراع العربي الإسرائيلي كانت "تصويرًا لإسرائيل كدولة شيطانية مجرمة والإسرائيليين على أنهم مضطهدون متوحشون" وتشبه "حملة تشويه السمعة" التي نزعت شرعية دولة إسرائيل. ووبخت جماعة الضغط المؤيدة لإسرائيل "أنجليكان من أجل إسرائيل" بي بي سي لانحيازها الواضح ضد إسرائيل.
وانتقدت الديلي تلغراف بي بي سي بسبب تغطيتها للشرق الأوسط. في عام 2007، كتبت، "في تقاريرها الإخبارية الدولية والمحلية، ظهرت الشركة باستمرار على أنها ساذجة وجزئية، وليست حساسة وغير منحازة. إن تغطيتها لإسرائيل وفلسطين، على وجه الخصوص، تميل إلى التقليل من شأن الأيديولوجية الإسلامية المليئة بالكراهية التي تلهم حماس والفصائل الأخرى، بينما لا تمنح إسرائيل أبدًا فائدة الشك ".
في أبريل / نيسان 2004، كتبت ناتان شارانسكي، وزيرة شؤون الشتات الإسرائيلية، إلى بي بي سي لاتهام مراسلتها في الشرق الأوسط، أورلا غيرين، بأن لديها "تحيز عميق الجذور ضد إسرائيل" بعد وصفها لتعامل الجيش الإسرائيلي مع اعتقال حسام عبده، الذي تم القبض عليه بالمتفجرات مربوطًا بصدره، باعتباره "تلاعبًا ساخرًا بشاب فلسطيني لأغراض دعائية".
في مارس2006، تم انتقاد تقرير حول الصراع العربي الإسرائيلي على خدمة بي بي سي على الإنترنت في تقرير محافظ بي بي سي باعتباره غير متوازن ويخلق انطباعًا متحيزًا. أشار المقال في تقرير مجلس الأمن التابع للأمم المتحدة رقم242 لعام1967 بشأن حرب الأيام الستة بين إسرائيل وتحالف مصر والأردن وسوريا إلى أن الأمم المتحدة دعت إلى انسحاب إسرائيل أحادي الجانب من الأراضي التي احتلتها خلال حرب الأيام الستة. في الواقع،دعا إلى تسوية تفاوضية حول "الأرض مقابل السلام" بين إسرائيل و "كل دولة في المنطقة".واعتبرت اللجنة أنه من خلال اختيار الإشارات إلى إسرائيل فقط، فإن المقال قد خالف معايير التحرير من حيث الدقة والحياد".
خلال حرب لبنان عام2006، قاطع المسؤولون الدبلوماسيون الإسرائيليون برامج بي بي سي الإخبارية، ورفضوا المقابلات واستبعدوا المراسلين من الإحاطات الإعلامية لأن المسؤولين الإسرائيليين اعتقدوا أن تقارير بي بي سي متحيزة: "التقارير التي نراها تعطي الانطباع بأن بي بي سي تعمل نيابة عن حزب الله بدلاً من القيام بالصحافة العادلة". دافع فران أونسورث،رئيس تجمع بي بي سي نيوز، عن التغطية في مقال لموقع يهودي نيوز دوت كوم.
في 7مارس2008، أوضحت مذيعة الأخبار جيتا جورو مورثي أخطاء كبيرة في تغطية بي بي سي لمذبحة مركاز هراف التي كشفتها لجنة المراقبة الإعلامية للدقة في تغطية الشرق الأوسط في أمريكا. وكان المراسل نيك مايلز قد أبلغ المشاهدين أنه "بعد ساعات من الهجوم،دمرت الجرافات الإسرائيلية منزل عائلته [الجاني]". لم يكن الأمر كذلك،وأظهر مذيعون آخرون أن منزل القدس الشرقية سليم وأن العائلة تحيي ذكرى أفعال ابنها.
في 14آذار(مارس)2008، قبلت هيئة الإذاعة البريطانية (بي بي سي) في مقال على موقعها على الإنترنت عن عملية للجيش الإسرائيلي جاء فيها أن "سلاح الجو الإسرائيلي قال إنه كان يستهدف فريق إطلاق الصواريخ.... شجب الأمين العام للأمم المتحدة بان كي مون الهجمات الإسرائيلية على المدنيين الفلسطينيين ووصفها بأنها غير مناسبة وغير متناسبة "، وكان ينبغي الإشارة إلى ما قاله بان كي مون عن الهجمات الصاروخية الفلسطينية وكذلك الاستخدام المفرط للقوة من قبل إسرائيل. كما تم تعديل المادة لإزالة الإشارة إلى "الهجمات الإسرائيلية على المدنيين" حيث أن التعليقات المنسوبة لبان قد صدرت قبل أسابيع إلى مجلس الأمن التابع للأمم المتحدة وليس بالإشارة إلى هذا الهجوم بالذات. في الواقع، لم يستخدم مثل هذه المصطلحات مطلقًا.
تلقت البي بي سي انتقادات شديدة في كانون الثاني / يناير2009 لقرارها عدم بث نداء تلفزيوني من قبل وكالات الإغاثة نيابة عن سكان غزة خلال الصراع بين إسرائيل وغزة2008-2009، على أساس أنه يمكن أن يضر بالنزاهة الصحفية لهيئة الإذاعة البريطانية. أكد عدد من المتظاهرين أنها أظهرت تحيزًا مؤيدًا لإسرائيل، وأشار بعض المحللين إلى أن قرار بي بي سي في الأمر مستمد من حرصها على تجنب التحيز ضد إسرائيل، كما تم تحليله في تقرير بالين. ومن بين الأطراف التي انتقدت القرار رؤساء أساقفة كنيسة إنجلترا ووزراء في الحكومة البريطانية وحتى بعض موظفي هيئة الإذاعة البريطانية.تم تقديم أكثر من 11000شكوى في فترة ثلاثة أيام. وأوضح المدير العام لهيئة الإذاعة البريطانية،مارك طومسون، أن هيئة الإذاعة البريطانية لديها واجب تغطية النزاع في غزة "بطريقة متوازنة وموضوعية" وأنها قلقة بشأن تأييد شيء يمكن أن "يوحي بدعم جانب واحد". سياسيون مثل توني بين كسر حظر البي بي سي للاستئناف وبثوا نداء غزة على بي بي سي نيوز:"إذا لم تبث البي بي سي النداء، فسأقوم بذلك بنفسي".وأضاف أنه "لا أحد يوافق على ما فعلته هيئة الإذاعة البريطانية".
عندما حقق بيتر أوبورن وجيمس جونز في رفض بي بي سي لفحص الاستئناف، قالا إنهما وجدا أنه "من المستحيل تقريبًا جعل أي شخص يسجل القضية". وقد أبلغتهم المنظمات لجنة الطوارئ في حالات الكوارث، ومنظمة العفو الدولية، وأوكسفام، وكريستيان إيد، وصندوق إنقاذ الطفولة، والوكالة الكاثوليكية کافود، أن الموضوع "حساس للغاية".
واحتج محمد البرادعي، رئيس الوكالة الدولية للطاقة الذرية،على قرار هيئة الإذاعة البريطانية بإلغاء المقابلات التي كانت مقررة مع الشركة ؛ وزعم البرادعي أن رفض بث نداء المساعدة "ينتهك قواعد اللياقة الإنسانية الأساسية الموجودة لمساعدة الضعفاء بغض النظر عمن هو على صواب أو خطأ". وأكدت الرئيسة التنفيذية للعمليات في بي بي سي، كارولين طومسون، على ضرورة البث "دون التأثير على تصور الجمهور لحيادنا أو المساس به" وأنه في هذه الحالة، كانت "مشكلة حقيقية".
ردًا على الأكاذيب والتشويهات المتصورة في فيلم وثائقي على قناة بي بي سي وان بانوراما بعنوان نزهة في الحديقة، تم نقله في يناير 2010، كتبت الصحفية البريطانية ميلاني فيليبس رسالة مفتوحة في المجلة الإخبارية المشاهد إلى وزير الدولة للثقافة، جيريمي هانت، متهماً بي بي سي بـ "التحيز الصارخ لإسرائيل" وحث بي بي سي على مواجهة "التحيز والقصور الذاتي اللذين يجتمعان لتحويل تقاريرها عن إسرائيل إلى دعاية فجة مؤيدة للعرب، وبالتالي المخاطرة بتدمير نزاهة مؤسسة".
في عام2010، اتهمت بي بي سي بالتحيز المؤيد لإسرائيل في فيلمها الوثائقي حول غارة أسطول غزة.خلص الفيلم الوثائقي لبي بي سي إلى أن القوات الإسرائيلية واجهت هجومًا عنيفًا مع سبق الإصرار من قبل مجموعة من النشطاء المتشددين، الذين كانوا يعتزمون تنظيم عمل سياسي للضغط على إسرائيل. وانتقد منتقدو إسرائيل البرنامج ووصفوه بأنه "متحيز"، وتساءلت حملة التضامن مع فلسطين عن سبب صعود الجيش الإسرائيلي إلى السفينة ليلاً إذا كانت لديها نوايا سلمية. واتهم شاهد العيان كين أوكيف هيئة الإذاعة البريطانية بتشويه عملية الأسر والعلاج الطبي والإفراج النهائي عن ثلاثة من الكوماندوز الإسرائيليين في قصة بطولية من الكوماندوز الذين ينقذون أنفسهم بأنفسهم. أنتوني لاوسون أنتج مقطع فيديو مدته 15دقيقة يشرح بالتفصيل تحيز بي بي سي المزعوم.
في مارس2011، انتقدت النائبة لويز باغشاوي عدم الدقة والسهو في تغطية بي بي سي لهجوم إيتمار وشكك في قرار بي بي سي عدم بث الحادثة على التلفزيون وبالكاد على الراديو وما يبدو أنه تحيز ضد إسرائيل. في شهادته في يوليو2012 أمام البرلمان، اعترف المدير العام السابق لهيئة الإذاعة البريطانية (بي بي سي) مارك طومسون أن بي بي سي "أخطأت".
وجدت نتائج معايير التحرير الصادرة عن هيئة الإذاعة البريطانية الصادرة في تموز (يوليو)2011 أن بثًا في اليوم في 27أيلول (سبتمبر)2010 جاء فيه: "في منتصف الليلة الماضية، انتهى الحظر الاختياري على قيام الإسرائيليين ببناء مستوطنات جديدة في الضفة الغربية. وقد استمر لمدة عشرة أشهر "وخرق إرشادات الدقة فيما يتعلق باشتراط تقديم الناتج" بلغة واضحة ودقيقة"، حيث إن الوقف الاختياري لبناء مستوطنات جديدة قائم في الواقع منذ أوائل التسعينيات ولا يزال ساري المفعول.
نشأ المزيد من الجدل في أبريل2012 عندما بثت بي بي سي أنباء عن2500 سجين فلسطيني كانوا مضربين عن الطعام، مع تغطية إجمالية ضئيلة للغاية. أدى ذلك إلى احتجاجين خارج مباني هيئة الإذاعة البريطانية في غلاسكو  وفي لندن.
خلال صفحات الملامح القطرية لدورة الألعاب الأولمبية الصيفية لعام 2012، أدرجت البي بي سي "القدس الشرقية" كعاصمة لفلسطين ولم تدرج أي عاصمة لإسرائيل على الإطلاق. بالإضافة إلى ذلك، في حين أن جميع صفحات الملف التعريفي للدول الأخرى تحتوي على علم الدولة، ظهرت على الصفحة الإسرائيلية صورة لجندي إسرائيلي يواجه رجلاً آخر، يُفترض أنه فلسطيني.بعد غضب عام ورسالة من المتحدث باسم الحكومة الإسرائيلية مارك ريجيف، أدرجت بي بي سي "مقر الحكومة" لإسرائيل في القدس لكنها أضافت أن معظم السفارات الأجنبية "موجودة في تل أبيب". وأجرت تغييرا موازيا على إدراج "فلسطين" بإدراج "القدس الشرقية" على أنها "مقر الحكومة المزمع". كما أزيلت صورة الجندي الإسرائيلي واستبدلت بالعلم الإسرائيلي.
وفقًا للاستطلاع الذي أجرته مؤسسة أبحاث السياسة اليهودية على أكثر من 4000مشارك، يعتقد ما يقرب من 80٪من اليهود البريطانيين أن هيئة الإذاعة البريطانية متحيزة ضد إسرائيل. يعتقد 14٪فقط من اليهود البريطانيين أن تغطية البي بي سي لإسرائيل "متوازنة".
في عام 2014، انتقد مقال رأي في صحيفة جيروزاليم بوست بقلم رافائيل كوهين-الماغور هيئة الإذاعة البريطانية لتجنب كلمة "إرهاب" فيما يتعلق بأعمال العنف أو مجموعات من الأشخاص الذين تعتبرهم حكومات أو منظمات حكومية دولية مختلفة إرهابيين. كتب كوهين الماجور:"بدلاً من التمسك بتعريف مبدئي واحد للإرهاب ثم استخدامه في جميع المجالات، تفضل بي بي سي الجلوس على الحياد، حتى تقول إنه من المستحيل التفريق بين الإرهابيين و"المناضلين من أجل الحرية"،أن إرهابي شخص ما قد يكون "مناضلاً من أجل الحرية" لشخص آخر".
في العام نفسه،قدم المتظاهرون رسالة مفتوحة من مؤسسة التضامن الفلسطينية، وائتلاف أوقفوا الحرب، وحملة نزع السلاح النووي ومجموعات أخرى إلى اللورد هول، المدير العام لهيئة الإذاعة البريطانية. واتهمت الرسالة المذيع بعرض الهجمات الإسرائيلية على غزة نتيجة إطلاق صواريخ من حماس دون إعطاء أي سياق آخر.تم توقيع الرسالة من قبل شخصيات بارزة،مثل نعوم تشومسكي وجون بيلجر وكين لوتش 
بعد هجوم القدس في يونيو 2017، ذكرت هيئة الإذاعة البريطانية (بي بي سي) أن "ثلاثة فلسطينيين قتلوا بعد حادث طعن مميت في القدس".ومع ذلك،كان هؤلاء الفلسطينيون هم المهاجمون في الهجوم،الذي انتهى عندما أطلق رجال إنفاذ القانون النار على الثلاثة وقتلوا. بعد أن غمرتها الشكاوى، غيرت بي بي سي نيوز العنوان الرئيسي على الإنترنت.

### التحيز ضد أمريكا
في أكتوبر 2006، قال كبير المراسلين الإذاعيين لبي بي سي نيوز منذ عام2001  وواشنطن العاصمة، جوستين ويب، إن بي بي سي متحيزة جدًا ضد أمريكا لدرجة أن نائب المدير العام مارك بايفورد وافق سرًا على مساعدته في "تصحيح" في تقاريره وأن البي بي سي عاملت أمريكا بازدراء وسخرية ولم تعطها "وزن أخلاقي".
في أبريل2007، قدم ويب سلسلة من ثلاثة أجزاء لراديو بي بي سي 4، الموت لأمريكا: تم فحص معاداة أمريكا، حيث تحدى التصور الشائع للولايات المتحدة باعتبارها متنمرًا دوليًا وقوة إمبريالية حديثة.

### التحيز ضد الكاثوليكية

#### العداء للكنيسة الكاثوليكية
انتقد قادة كاثوليكيون بارزون البي بي سي لانحيازها للكاثوليكية وإظهار العداء للكنيسة الكاثوليكية.
كما تعرضت البي بي سي لانتقادات بسبب إعادة تدوير الأخبار القديمة و "عدم الحساسية"والتوقيت السيئ عندما قررت بث برامج كينيون المواجهات والجنس والمدينة المقدسة في نفس الوقت تقريبًا مع الذكرى السنوية الخامسة والعشرين للبابا يوحنا بولس الثاني وتطويبه.
في عام2003، خططت هيئة الإذاعة البريطانية باب تاون، وهو مسلسل كرتوني من عشرة أجزاء "يظهر فيه البابا الطفولي [...]وهو يقفز حول الفاتيكان في مذبحة".تم وضع الخطط على الرف بعد أن أثارت غضبًا وانتقادًا شديدًا من المسيحيين الكاثوليك.

#### جيري سبرينغر: الأوبرا
في كانون الثاني (يناير)2005، بثت بي بي سي جيري سبرينغر: الأوبرا، مما أدى في النهاية إلى تقديم حوالي 55000شكوى إلى بي بي سي من أولئك الذين انزعجوا من تجديف الأوبرا المزعوم ضد المسيحية. قبل البث، الذي حذرت بي بي سي من أنه "يحتوي على لغة ومحتوى لن يكون لبعض الأذواق"، لكن جون باير، مدير ميدياواتش- المملكة المتحدة، كتب إلى المدير العام لحث هيئة الإذاعة البريطانية على إسقاط البرنامج: "دافعو رسوم الترخيص لا يتوقعون أن تتراجع بي بي سي عن حدود الذوق واللياقة بهذه الطريقة". أصدرت هيئة الإذاعة البريطانية بيانًا: "بصفتها مذيعًا للخدمة العامة، فإن دور هيئة الإذاعة البريطانية هو بث مجموعة من البرامج التي ستنال إعجاب جميع الجماهير-مع اختلاف الأذواق والاهتمامات- الموجودة في المملكة المتحدة اليوم".
قبل البث، احتج حوالي 150شخصًا يحملون لافتات أمام مركز تلفزيون بي بي سي في شيبردز بوش. في يوم الاثنين بعد البث، الذي شاهده حوالي مليوني مشاهد، أعلنت صحيفة ذا تايمز أن المديرين التنفيذيين في بي بي سي تلقوا تهديدات بالقتل بعد نشر عناوينهم وأرقام هواتفهم على موقع صوت مسيحي. تلقت بي بي سي حوالي 35000شكوى قبل البث لكنها أبلغت عن 350مكالمة فقط بعد البث، والتي انقسمت بين أولئك الذين يمتدحون الإنتاج والذين يشتكون منه.
حاولت مجموعة مسيحية رفع دعاوى جنائية خاصة بتهمة التجديف ضد هيئة الإذاعة البريطانية، وطالبت مجموعة أخرى بمراجعة قضائية للقرار.
في آذار (مارس)2005، عقد مجلس محافظي هيئة الإذاعة البريطانية (بي بي سي) اجتماعاً ونظر في الشكاوى التي تم رفضها من قبل 4 إلى1.

### التحيز المؤيد للمسلمين

#### التجديف على الأديان الأخرى ورفض نشر الرسوم الكاريكاتورية للنبي محمد
في أعقاب تقارير التجديف المناهضة للمسيحية من قبل بي بي سي،رفضها إعادة إنتاج الرسوم الكاريكاتورية الفعلية للنبي محمد في تغطيتها للجدل،أقنع الكثيرين أن هيئة الإذاعة البريطانية تتبع سياسة غير معلنة تتمثل في البث الحر للتشهير بالمسيحية وليس الإسلام.

#### التقارير غير المتناسبة عن المسلمين مقارنة بالأديان الأخرى
اتهم زعماء الهندوس والسيخ في المملكة المتحدة هيئة الإذاعة البريطانية بقوادة الجالية المسلمة في بريطانيا من خلال تقديم عدد غير متناسب من البرامج عن الإسلام على حساب تغطية الديانات الآسيوية الأخرى، مثل السيخية والهندوسية. في خطاب أرسل في يوليو2008 إلى شبكة المنظمات السيخية(NSO)، نفى مايكل واكيلين،رئيس قسم الدين والأخلاق في بي بي سي، أي تحيز. وقال متحدث باسم هيئة الإذاعة البريطانية(بي بي سي) إنها ملتزمة بتمثيل جميع الديانات والطوائف في بريطانيا.
دعا عدد من أعضاء البرلمان، بمن فيهم روب ماريس وكيث فاز، بي بي سي إلى بذل المزيد من الجهد لتمثيل الأقليات الدينية في بريطانيا. قال فاز:"أشعر بخيبة أمل". "من الصواب أن يتم تمثيل جميع الأديان،بصفتها دافعي رسوم الترخيص، بطريقة تعكس تركيبتهم في المجتمع. آمل أن تتناول البي بي سي المشكلة في عامها القادم من البرمجة ".

#### فيلم وثائقي متحيزللعميل السريضد الحزب الوطني البريطاني
في 15 يوليو 2004، بثت هيئة الإذاعة البريطانية فيلمًا وثائقيًا بعنوان العميل السري، عن الحزب الوطني البريطاني اليميني المتطرف، حيث تسلل المراسل السري جيسون جوين إلى حزب بي إن بي من خلال انتحال شخصية مثيري الشغب في كرة القدم. نتج عن البرنامج اتهام مارك كوليت ونيك جريفين، زعيم الحزب، بالتحريض على الكراهية العنصرية في أبريل 2005 بسبب تصريحات تضمنت وصف جريفين الإسلام بأنه "إيمان شرير"، ووصف كوليت طالبي اللجوء بأنهم "قليلاً مثل الصراصير "وقول" دعونا نظهر هؤلاء الأعراق الباب في 2004 ".

### التحيز ضد المسلمين

#### الشبكة الآسيوية
في عام2008،اشتكى العاملون في محطة إذاعة بي بي سي الآسيوية من التمييز ضد المسلمين من قبل "مافيا من المديرين التنفيذيين"، الأمر الذي يتطلب من بي بي سي فتح تحقيق داخلي.زعم طاقم العمل أن الهندوس والسيخ كانوا مفضلين على المذيعين والمراسلين المسلمين.
اتهمت إحدى أكبر الهيئات التمثيلية للمسلمين في بريطانيا هيئة الإذاعة البريطانية "بالفشل في الإبلاغ بشكل كافٍ" عن الإسلاموفوبيا داخل صفوف حزب المحافظين.ووجهت الشكوى إلى مدير عام هيئة الإذاعة البريطانية،توني هول،في رسالة من المجلس الإسلامي البريطاني.وذكّر الحزب الوطني البريطاني هول بمسؤولية هيئة الإذاعة البريطانية كمذيع عام أن تكون محايدة وعدم خلق تسلسل هرمي للعنصرية من خلال تغطيتها المنحازة:"يجب إعطاء العنصرية ضد المسلمين نفس الأهمية للعنصرية ضد الآخرين"
في 6يونيو2018، أصدرت المنفذ الإعلامي المستقل تتطور السياسة مقالًا يسلط الضوء على التباين في تغطية بي بي سي الإعلامية لمعاداة السامية داخل حزب العمال في المملكة المتحدة وتغطية الإسلاموفوبيا داخل المحافظين.أظهر المقال أن موقع بي بي سي على شبكة الإنترنت يحتوي على حوالي 50ضعف نتائج البحث المخصصة لمعاداة السامية في حزب العمال مقارنة مع الإسلاموفوبيا في حزب المحافظين. أعطت جميع المنافذ قدرًا أكبر من التغطية لمعاداة السامية العمالية مقارنة بتغطية رهاب الإسلام من حزب المحافظين:لقد غطت البي بي سي هذا أكثر من عشرة أضعاف.

#### تقديم الطعام في المقام الأول للمسيحيين على الأديان الأخرى
اتهم عقيل أحمد،رئيس الشؤون الدينية في بي بي سي، هيئة الإذاعة البريطانية بإهمال المسلمين والهندوس والسيخ في برامجها الدينية وتقديم الطعام للمسيحيين بشكل أساسي في عام2016.

### الإبلاغ المتحيز عن فضائح الاعتداء الجنسي على موظفي بي بي سي
في الأسابيع التي تلت تعرض الفيلم الوثائقي آي تي في (قناة تلفزيونية) : الجانب الآخر من جيمي سافيل بث في 3 أكتوبر 2012، واجهت هيئة الإذاعة البريطانية أسئلة وانتقادات بشأن مزاعم بأنها فشلت في التصرف بناءً على  شائعات حول اعتداءات جنسية، خاصة على الفتيات الصغيرات، من قبل المقدم جيمي سافيل، وبعضها حدث في مقر بي بي سي بعد تسجيل البرامج، بما في ذلك الجانب الآخر من جيمي سافيل بث. كما وردت مزاعم بأن تحقيق نيوز نايت في سافيل في ديسمبر 2011 قد تم إسقاطه لأنه يتعارض مع برامج التكريم التي تم إعدادها بعد وفاته.
بحلول 11أكتوبر2012، تم تقديم مزاعم الانتهاكات من قبل سافيل إلى 13من قوات الشرطة البريطانية، وفي 19أكتوبر، أطلقت سكوتلاند يارد تحقيقًا جنائيًا رسميًا في الادعاءات التاريخية المتعلقة بالاعتداء الجنسي على الأطفال من قبل سافيل وآخرين على مدى أربعة عقود. أفادت الشرطة في 25أكتوبر/تشرين الأول 2012 أن عدد الضحايا المحتملين كان 300.
وزُعم أن دوجلاس موغيريدج، مراقب راديو بي بي سي في أوائل السبعينيات، كان على علم بالمزاعم ضد سافيل وطلب تقريرًا عنها في عام1973. ذكرت بي بي سي أنه لم يتم العثور على أي دليل على أي مزاعم عن سوء سلوك أو سوء سلوك فعلي من قبل سافيل في ملفاتها ونفت لاحقًا وجود تستر على أنشطة سافيل. ومع ذلك،كانت هناك ادعاءات من قبل البعض، بما في ذلك ليز كيرشاو، التي انضمت إلى إذاعة بي بي سي راديو1 في عام1987، بأن الثقافة في البي بي سي تتسامح مع التحرش الجنسي.
تعرضت بي بي سي لانتقادات في البرلمان البريطاني بسبب تعاملها مع القضية،حيث ذكرت هارييت هارمان أن المزاعم "تلقي بصمة عار" على الشركة.وقالت وزيرة الثقافة ماريا ميلر إنها راضية عن أن هيئة الإذاعة البريطانية تأخذ المزاعم على محمل الجد ورفضت الدعوات لإجراء تحقيق مستقل.وقال زعيم حزب العمال إد ميليباند إن إجراء تحقيق مستقل هو السبيل الوحيد لضمان العدالة للمتورطين. عرض جورج إنتويستل المثول أمام لجنة الثقافة والإعلام والرياضة البرلمانية لشرح موقف هيئة الإذاعة البريطانية وأفعالها.
في سياق فضيحة سافيل، تمت الإشارة إلى كتاب كتبه الصحفي جون سيمبسون في عام1999 بعنوان "أماكن غريبة، أناس مشكوك فيهم"، أشار إلى "العم ديك" في بي بي سي الذي اعتدى جنسياً على الأطفال ويبدو أنه يتناسب مع خصائص مذيع بي بي سي ديريك ماكولوتش. كتب المؤلف أندرو أوهاجان أنه كانت هناك شائعات منذ فترة طويلة حول أنشطة مكولوتش وأنشطة زميله ليونيل جاملين أثناء عملهم في هيئة الإذاعة البريطانية في الأربعينيات والخمسينيات من القرن الماضي. وقالت بي بي سي إنها "ستنظر في هذه المزاعم كجزء من مراجعة جيمي سافيل". ووصفت عائلة مكولوتش المزاعم بأنها "هراء كامل".
في 20ديسمبر2012، نشرت لجنة الحسابات العامة بمجلس العموم انتقادات للمدفوعات التي تم دفعها إلى شراك بعد استقالته ودعا مبلغ 450.000 جنيه إسترليني الذي تم دفعه له بعد 54 يومًا في ما بعد، ضعف المبلغ المحدد في عقده، إلى جانب الصحة لمدة عام. التأمين والمدفوعات الإضافية، ليكون استخدام "متعجرف" للمال العام.

### "مركزية لندن": نقص التمثيل القومي
في 1نوفمبر2007، أفيد أن السير مايكل ليونز،رئيس مجلس إدارة بي بي سي ترست، انتقد بي بي سي لكونها تتمحور حول لندن وتولي اهتمامًا أقل للقصص الإخبارية خارج العاصمة. في ضوء هذه الانتقادات فيما يتعلق بكل من الأخبار والبرامج العامة واعترافاً بتفويضها لتمثيل المملكة المتحدة بأكملها وتشجيع الإبداع في جميع أنحاء البلاد، بذلت جهود نشطة من قبل تراست ومجلس المحافظين لتصحيح عدم التوازن الإقليمي. ينعكس ذلك في الالتزام بإنتاج ما لا يقل عن نصف البرامج خارج لندن الكبرى، وهو الهدف الذي حققته هيئة الإذاعة البريطانية في عامي 2013 و 2014 لكنه فشل في عام2015.
يشير تقرير بي بي سي السنوي لعام2015-2016 إلى "فقاعة لندن" ويدعي أنها لا تمثل تحيزًا نشطًا ولكن حقيقة أن لندن هي المكان الذي يتم فيه اتخاذ العديد من القرارات والبرامج. في حين تم إجراء استثمارات ملحوظة في الطاقة الإنتاجية خارج لندن، مثل إنشاء ميديا سيتي المملكة المتحدة في سالفورد، مانشستر الكبرى، انخفضت أرقام الإنفاق على الإنتاج الإذاعي والتلفزيوني الإقليمي بالقيمة الحقيقية. وصاحب ذلك انخفاض بنحو 600جنيه إسترليني مليون من التمويل لهيئة الإذاعة البريطانية ككل منذ عام2010.
أدى تحرك المملكة المتحدة نحو زيادة انتقال السلطة في مجالات الرعاية الصحية والتعليم ومجموعة من مجالات السياسة الأخرى إلى خلق تحديات إضافية لهيئة الإذاعة البريطانية. يقع مقر نشرات الأخبار الرئيسية في لندن وتميل إلى الإبلاغ عن قصص "على مستوى الدولة" تتعلق بالحكومة والسياسة والتي غالبًا ما تتعلق بإنجلترا فقط أو أحيانًا إنجلترا وويلز. أدركت بي بي سي ترست و المستقبل للاستعلام التلفزيوني للخدمة العامة أنها تتطلب مزيدًا من الوضوح في البرامج الإخبارية على مستوى المملكة المتحدة (على سبيل المثال، من خلال توضيح أنإضراب الأطباء الصغار أثرت على إنجلترا فقط أو أن اسكتلندا وأيرلندا الشمالية معفاة من ضريبة غرف النوم و تغييرات التمويل التي أدت إلى احتجاجات الطلاب لعام2010)، وهي تخلق مسؤولية إضافية على عاتق الدول الأصلية للإبلاغ عن الأمور التي تم تفويضها. اعتبارًا من عام2016، ستذهب إدارة بي بي سي أمام اللجان المفوضة للثقافة أو الإعلام للإجابة على الأسئلة والنقد، تمامًا كما هو الحال مع لجنة وستمنستر للثقافة والإعلام والرياضة.

#### الجدل حول تغطية اسكتلندا

##### استفتاء الاستقلال الاسكتلندي، 2014
انتقد الاتحاد الوطني للصحفيين بي بي سي في أكتوبر 2012 بسبب تغطيتها الضعيفة لاستفتاء استقلال اسكتلندا، الذي جرى في 18 سبتمبر 2014.
أندرو مار، مقدم بي بي سي، اتُهم بالتعبير عن آراء مناهضة للاستقلال في مقابلة أجريت في مارس 2014 مع أليكس سالموند.
تقرير صادر عن مجلس الجمهور اسكتلندا، الهيئة الاستشارية لـ بي بي سي ترست في اسكتلندا، شكك في حياد بي بي سي اسكتلندا في تغطية استفتاء الاستقلال في يوليو 2014. في مقال صنداي تايمز، أيضًا في يوليو 2014، تساءل عن نهج بي بي سي في استفتاء الاستقلال وذكر أن رسائل البريد الإلكتروني من قبل عضو بارز في شركة إنتاج بي بي سي تنظم المناظرات أعطت إشعارًا مسبقًا لحملة الرفض.
في 10 سبتمبر 2014، اتُهمت بي بي سي بالتحيز في تقاريرها عن مؤتمر صحفي عن أليكس سالموند لوسائل الإعلام الدولية. رداً على سؤال وجهه نيك روبنسون، مراسل بي بي سي، اتهمه سالموند بالمضايقة وأراد إجراء تحقيق من قبل وزير مجلس الوزراء البريطاني في تسريب لبي بي سي من وزارة الخزانة على خطط رويال بنك أوف سكوتلاند لنقل مكتبها المسجل إلى لندن، التي كانت في أخبار الأمسية السابقة.
بعد يوم من الاحتجاجات من قبل نشطاء "نعم" والمطالبات بإقالة روبنسون، في يوم الاثنين التالي(15سبتمبر)، رد سالموند على أسئلة الصحفيين في مطار إدنبرة. حول تقرير روبنسون في النشرات اللاحقة، قال: "لا أعتقد أنه من العدل أن يقترح نيك أنني لم أجب على سؤال عندما أجبت عليه مرتين". لم يكن يعتقد أنه يجب إقالة روبنسون.
أفيد مراسل بي بي سي السابق بول ماسون في سبتمبر2014 أنه انتقد تقارير بي بي سي على صفحته على فيسبوك والتي كان من المفترض أن يقرأها أصدقاؤه فقط:"ليس منذ أن رأيت بي بي سي نيوز تعمل بقوة دعائية كهذه منذ العراق. أنا مسرور جدًا لأنني خرجت من هناك".
دعا مدير التنوع الإبداعي في القناة الرابعة، ستيوارت كوسجروف، إلى إعادة التفكير في البي بي سي في طبيعة التوازن والحياد الواجب. كان ذلك خلال محادثة إذاعية على بي بي سي اسكتلندا استضافها جون بيتي. علق كوسجروف قائلاً: "بالأمس، كنت أشاهد بي بي سي نيوز المتداول عن كثب وكان من الواضح أن مفاهيم التوازن كانت مبنية على أساس سياسي حزبي.

## عدم الدقة والتحريف

### تقرير غير دقيق لجيريمي بوين
في أبريل 2009، نشرت لجنة معايير التحرير في بي بي سي ترست تقريرًا عن ثلاث شكاوى تم رفعها ضد خبرتين يتعلقان بجيرمي بوين، محرر الشرق الأوسط في بي بي سي نيوز. وتضمنت الشكاوى 24 ادعاءً بعدم الدقة أو التحيز، تم تأييد ثلاثة منها كليًا أو جزئيًا.

### أخبار كاذبة بريمارك وعمل الأطفال
في عام2011، بعد ثلاث سنوات من جهود بريمارك، أقرت هيئة الإذاعة البريطانية (بي بي سي) بأن تقريرها الصحفي الاستقصائي الحائز على جائزة عن استخدام عمالة الأطفال الهنود من قبل عملاق البيع بالتجزئة كان مزيفًا.اعتذرت بي بي سي بريمارك والموردين الهنود ومشاهديها.

### قصة تحريف "منزل إرهابي"
في يناير2016، زعمت قصص من بي بي سي أن شرطة لانكشاير أخذت طفلاً مسلمًا صغيرًا لاستجوابه بشأن تهم مكافحة الإرهاب بعد أن تهجى بالخطأ "منزل المدرجات" على أنه "منزل إرهابي".تم تناقل القصة على نطاق واسع في وسائل الإعلام البريطانية ووسائل الإعلام الدولية. وانتقدت قوة الشرطة المعنية تغطية بي بي سي للقصة بقولها إنه "من غير الصحيح الإشارة إلى أن هذا الموقف نتج عن خطأ إملائي بسيط" وأضافت أن الحادث "لم يتم الرد عليه باعتباره حادثًا إرهابيًا. وكان المراسل على دراية كاملة بهذا الأمر قبل أن تكتب قصتها "وأن وسائل الإعلام بحاجة إلى تحمل المزيد من المسؤولية عند إثارة القضايا المثيرة لجعل القصص أكبر بكثير مما هي عليه ولإدراك التأثير الذي يمكن أن تحدثه على المجتمعات المحلية". وجاء في بيان صادر عن الشرطة والمجلس المحلي أنه "من غير الصحيح الإشارة إلى أن هذا الموقف نتج عن خطأ إملائي بسيط. تصرفت المدرسة والشرطة بشكل مسؤول ومتناسب في النظر في عدد من المخاوف المحتملة باستخدام نهج محلي منخفض المستوى". وزُعم أن الأعمال الأخرى التي قام بها الطالب، بما في ذلك أحد الأعمال التي كتب فيها الطفل عن عمه يضربه، كانت أسبابًا أخرى لاستجواب الشرطة حول سلامة الطفل.

### فيلم وثائقي من جانب واحد عن العنصرية خلال يورو 2012
قبل انعقاد البطولة بأحد عشر يومًا، تضمن برنامج الشؤون الجارية في بي بي سي بانوراما، بعنوان يورو2012: ملاعب الكراهية، لقطات حديثة للمشجعين وهم يهتفون بشعارات عنصرية مختلفة وعروضًا لرموز القوة البيضاء واللافتات في بولندا والتحية النازية وضرب الجنوب. الآسيويين في أوكرانيا. تم التعليق على الفيلم الوثائقي لأول مرة على نطاق واسع في الصحافة البريطانية ولكن تم اتهامه بأنه متحيز ومنحاز وغير أخلاقي.وكان من بين النقاد وسائل الإعلام البريطانية، ونشطاء مناهضون للعنصرية، وقادة الجالية السوداء واليهودية في بولندا،والسياسيون والصحفيون البولنديون والأوكرانيون، ومشجعو إنجلترا الذين يزورون الدول المضيفة ولاعبي كرة القدم ( غاري لينيكر وروي هودجسون وآخرين). قال جوناثان أورنستين،زعيم الجالية اليهودية في كراكوف والمصدر اليهودي المستخدم في الفيلم الوثائقي:"أنا غاضب من الطريقة التي استغلتني بها بي بي سي كمصدر. استخدمت المنظمة أنا والآخرين للتلاعب بالموضوع الجاد لمعاداة السامية من أجل أجندتها المثيرة... خدعت البي بي سي عن عمد جمهورها - الشعب البريطاني-من خلال اختلاق قصة رعب كاذبة عن بولندا. وبذلك،تنشر البي بي سي الخوف والجهل والتحيز والكراهية. إنني منزعج بشدة من هذا الشكل غير الأخلاقي من الصحافة".
وقال الناشط المناهض للعنصرية،جاسيك بورسكي،"إن المواد التي أعدتها بي بي سي أحادية الجانب. إنه لا يظهر القصة الكاملة للاستعدادات البولندية لليورو.لا يُظهر أن البطولة قامت بالكثير من الأنشطة التي تهدف إلى مكافحة العنصرية في حملة "احترام التنوع".بالنسبة لنا،لا يقتصر اليورو على المباريات فقط.لقد أصبح هذا الحدث فرصة لمحاربة العنصرية بشكل فعال وتعزيز التعددية الثقافية.لا توجد دولة في أوروبا خالية من العنصرية.هذه هي الحقائق".

### ادعاءات كاذبة بشأن الرئيس الأوكراني بترو بوروشينكو
في عام2019، وافقت هيئة الإذاعة البريطانية (بي بي سي) على دفع تعويضات بعد أن رفعها رئيس أوكرانيا آنذاك بيترو بوروشينكو دعوى قضائية لنشره تقارير تشهيرية تفيد بأن بوروشينكو قدم رشوة بقيمة 400 ألف دولار لمايكل كوهين،محامي الرئيس دونالد ترامب. اعتذرت هيئة الإذاعة البريطانية (بي بي سي) واعترفت بأن القصة غير صحيحة.

### انتقادات من الدولة الصينية تتعلق بـ "مرشح الكآبة" المزعوم
في يوليو2021، زعم المؤثر على وسائل التواصل الاجتماعي المؤيد للصين جيسون لايتفوت أن بي بي سي قد تلاعبت بصورة له لتبدو باهتة وعديمة اللون وشاركت مقارنة بين نسخة الصورة المعروضة في مقال في بي بي سي والصورة الأصلية، وهو ادعاء تم تضخيمه.بواسطة ژائو لیجیان على وسائل التواصل الاجتماعي.
كررت وسائل الإعلام الرسمية الصينية تشاو ليجيان، المسؤول بوزارة الخارجية، مزاعم بشأن "مرشح كئيب". نشرت جلوبال تايمز مقارنة بين النسخة الصينية والنسخة الإنجليزية من فيديو بي بي سي، مشيرة إلى اختلاف في التلوين بين الاثنين.

## الممارسات التنظيمية

### التفرقة الجنسية
رفضت آني نايتنجيل مرارًا وتكرارًا الحصول على وظيفة كفارس قرص في راديو1 على أساس أن "فرسان القرص لدينا هم بدائل زوج".

### "العمالة الزائدة"
تعرضت هيئة الإذاعة البريطانية (بي بي سي) لانتقادات بسبب "زيادة عدد الموظفين" في الأخبار والأحداث الرياضية والثقافية، وبقيامها بذلك، فإنها تهدر أموال رسوم الترخيص وتستخدم موقعها المهيمن للسيطرة على تغطية الأحداث.
انتقد تقرير لجنة الحسابات العامة بمجلس العموم عام 2010 عدد الموظفين الذين أرسلتهم بي بي سي إلى الأحداث الرياضية مثل أولمبياد بكين وبطولة كرة القدم الأوروبية لعام 2008. في يونيو 2011، أرسلت بي بي سي 263 موظفًا لتغطية مهرجان جلاستونبري. في الشهر التالي، أرسل 250 موظفًا لتغطية حدث بمناسبة مرور عام واحد حتى بداية أولمبياد لندن 2012، وهو عشرة أضعاف الأرقام التي استخدمتها جهات البث الأخرى.

### الترتيبات الضريبية "خارج الرواتب"
في أكتوبر2012، وجد تقرير للجنة الحسابات العامة أن بي بي سي لديها 25000عقد "خارج جدول الرواتب"، 13000للأشخاص الذين كانوا على الهواء. تمكن العقود الأشخاص من اتخاذ الترتيبات الخاصة بهم لدفع الضرائب والتأمين الوطني، مما قد يسمح لهم بالمساهمة بأقل من الموظفين في ضريبة الدفع عند الكسب.وردا على ذلك،قالت بي بي سي إن العديد منها عقود قصيرة الأجل لكنها تجري مراجعة مفصلة للترتيبات الضريبية.

### التمويل
إن حقيقة أن خدمات البي بي سي المحلية يتم تمويلها بشكل أساسي من خلال رسوم ترخيص التلفزيون هي موضع انتقاد شديد من قبل منافسيها وغيرهم على أساس عدد من الأسس.
أدى ظهور التلفزيون الرقمي متعدد القنوات إلى انتقادات مفادها أن رسوم الترخيص غير مبررة على أساس أنه يمكن الآن نقل برامج مصالح الأقليات على قنوات الاشتراك التجاري المتخصصة وأن رسوم الترخيص تمول عددًا من القنوات الرقمية فقط، والتي يقوم العديد من حاملي التراخيص بتمويلها لا يمكن المشاهدة (مثل بي بي سي ثري وبي بي سي فور). ومع ذلك، منذ 24 أكتوبر 2012، مع اكتمال التحول الرقمي، يمكن لجميع دافعي التراخيص الآن الوصول إلى هذا المحتوى.

## بي بي سي روسيا
في 17أغسطس2007، أفيد أن البث اف ام لخدمة بي بي سي باللغة الروسية في روسيا سيتم إسقاطه، ولم يتبق سوى البث على الموجات المتوسطة والقصيرة. وقالت المنظمة المالية فينام،التي تمتلك إذاعة إف إم التي أسقطت إذاعة بي بي سي روسيا، من خلال المتحدث باسمها، إيغور إرماشينكوف، "أي وسيلة إعلام تمولها الحكومة هي دعاية - إنها حقيقة وليست سلبية". ورد متحدث باسم هيئة الإذاعة البريطانية،"على الرغم من أن هيئة الإذاعة البريطانية ممولة من حكومة المملكة المتحدة... فإن المبدأ الأساسي لدستورها ونظامها التنظيمي هو أنها مستقلة من الناحية التحريرية عن حكومة المملكة المتحدة".ووضعت التقارير التطور في سياق انتقادات للحكومة الروسية لكبحها حرية الإعلام وتوتر العلاقات البريطانية الروسية. ونددت مراسلون بلا حدود بالخطوة ووصفتها بأنها رقابة.